# Catherine Hayes
Catherine Hayes, nome da sposata Catherine Bushnell, (Limerick, 8 novembre 1818 – Kent (Roccles, Upper Sydenham), 11 agosto 1861), è stata un soprano irlandese dell'età vittoriana, molto famosa in tutto il mondo. Secondo il Daily Express di Londra, "la Hayes era la "Madonna" dei suoi tempi, l'equivalente operistico del XIX secolo della popstar più famosa del mondo".

## Biografia

### Primi anni e formazione
Catherine Hayes fu battezzata l'8 novembre 1818, nella cattedrale di St Mary, a Limerick.  Nacque da umile famiglia anglo-irlandese al numero 4 di Patrick Street, a Limerick. Suo padre era il musicista Arthur Williamson Hayes; abbandonò la famiglia nel 1823 e Catherine, di 5 anni, divenne molto povera con sua madre, Mary Carroll e sua sorella. Mary Carroll e Arthur Williamson Hayes si sposarono il 18 gennaio 1815 nella chiesa di St Michael, a Limerick. Ebbero quattro figli, Henrietta, Charles, Catherine e William, che furono tutti battezzati nella cattedrale di St Mary, a Limerick.
Nel 1838 i suoi talenti vocali attirarono l'attenzione di Edmund Knox, il vescovo della Chiesa d'Irlanda di Limerick. Edmund Knox risiedeva accanto al Conte di Limerick e sentì la Hayes cantare disinvoltamente nel giardino sul retro e rimase molto colpito dal tono della sua voce. Organizzò un finanziamento per lei per la sua formazione vocale a Limerick. Diede poi spettacoli privati per il locale Protestant Ascendancy.
Il vescovo Knox chiese consiglio alla famiglia Pigott di Dublino, che raccomandò alla Hayes di studiare con Antonio Sapio a Dublino. Furono ottenuti fondi per consentirle di studiare con Sapio, dal 1 aprile 1839 fino all'agosto del 1842.
La Hayes, a 20 anni, partì con sua madre per Dublino il 1º aprile 1839 per iniziare la sua formazione. Rimasero con il suo tutor, Antonio Sapio, nella sua residenza, al n. 1 di Percy Place, a Dublino.
La sua prima apparizione avvenne il 1º maggio 1839 al concerto annuale di Sapio per la raccolta fondi per beneficenza al teatro del Rotunda Hospital di Dublino (ora il Gate Theatre), in un duetto con Antonio Sapio che cantò "O'er shepard pipe" dall'opera di Michael Balfe, "Joan of arc".
Il 15 gennaio 1840 cantò nella sua nativa Limerick nelle grandi sale di Swinburn sotto il patronato del vescovo Knox. Il 5 febbraio tenne una seconda esibizione al Sinburns, con l'aiuto di George Frederick Handel Rogers. Si esibiva frequentemente a Dublino e presto alzò il suo compenso a dieci ghinee per concerto.
Uno degli eventi più importanti della giovane carriera della Hayes avvenne all'inizio del 1841 quando fu invitata a cantare in un altro concerto a Dublino, sponsorizzato da J.P. Knight presso le Long Rooms a Rotunda. Il protagonista della serata fu il celebre pianista virtuoso ungherese, Franz Liszt, che aveva solo 29 anni, nella sua prima tournée nelle isole britanniche.
Il basso Luigi Lablache era in visita a Dublino nell'agosto del 1841. Il maestro della Hayes, Sapio, gli parlò del suo talento e Lablache, non solo accettò di sentirla cantare, ma ne rimase molto colpito. Lablache raccomandò a Sapio che avrebbe dovuto studiare sotto il più importante insegnante di canto d'Europa, Manual Garcia, a Parigi.
Dopo aver ascoltato la Grisi e Mario in Norma il 13 settembre 1841, lei decise di esordire sul palcoscenico lirico. A Limerick si tenne un concerto per contribuire a raccogliere i fondi extra necessari per poter studiare all'estero. La Hayes cucì i soldi che aveva guadagnato nella sua sottoveste prima di partire per Parigi con sua madre il 12 ottobre 1842.
Arrivarono a Parigi, nell'appartamento di Osborne in Rue St. George nel 9º distretto, dove vivevano molti artisti, musicisti e scrittori. La loro permanenza qui fu organizzata dal vescovo Knox che conosceva la famiglia Osborne e Osborne era un maestro di coro nella cattedrale di St. Mary. Osborne diede il benvenuto alla Hayes a Parigi e diventò un amico di lunga data che in seguito avrebbe partecipato ad alcuni dei suoi concerti.
Manuel Garcia aveva il suo studio al numero 6 di D'Orleans, a poca distanza dall'appartamento di Osborne. Studiò con Garcia dall'ottobre 1842 fino al marzo del 1844. Svolse studi approfonditi sugli esercizi vocali e imparò a parlare il francese durante questo periodo.

### Perfezionamento e prime esibizioni
A Milano divenne allieva di Felice Ronconi e attraverso l'intervento di Giuseppina Grassini fu ingaggiata dal Teatro dell'Opera Italiana, a Marsiglia, dove il 10 maggio 1846 fece la sua prima apparizione sul palcoscenico come Elvira in I puritani e fu applaudita con entusiasmo.
Dopo il suo ritorno a Milano, continuò gli studi sotto Ronconi, finché Morelli, il direttore della Scala di Milano, le offrì un ingaggio. Qui il suo primo personaggio fu Linda e fu richiamata dodici volte dal pubblico. La sua voce era ormai diventata da soprano della qualità più dolce e con una buona estensione, che saliva con facilità al mi sovracuto. Le note superiori erano limpide e come una campana d'argento ben intonata sul la. I suoi toni più bassi erano i più belli mai sentiti in un vero soprano e il suo trillo era straordinariamente buono. Era un'attrice commovente in tutte le sue parti tradizionali. Era alta, con una bella figura e graziosa nei suoi movimenti. Poco dopo la recita della Hayes alla Scala, Giuseppe Verdi si interessò a lei per una delle sue nuove opere.
Rimase a Milano nell'autunno del 1845 e nel carnevale del 1846 e affrontò i personaggi di Lucia di Lammermoor (nella quale parte divenne la più ambita interprete dell'epoca), Zora in Mosè in Egitto, Desdemona e Amina. Più tardi nel 1846 cantò a Vienna e la prima notte del carnevale del 1847 apparve a Venezia in un'opera scadente composta per lei da Malespino, un nobile, intitolata Albergo di Romano. Ritornata a Vienna prese parte a Estella di Murcia, scritta appositamente per lei nel 1846 da Federico Ricci.

### La maturità artistica

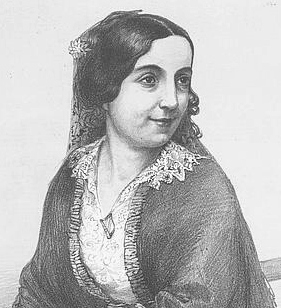
Catherine Hayes during her Australian tour

Dopo un giro nelle città italiane, Catherine ritornò in Inghilterra nel 1849, quando Delafield la ingaggiò per la stagione con uno stipendio di 1.300 sterline. Il 10 aprile fece il suo debutto al Covent Garden in Linda di Chamounix e fu accolta con molto calore.
Alla fine della stagione, nel giugno del 1849, cantò davanti alla Regina Vittoria a Buckingham Palace. "Dopo una serata di musica italiana, la Regina richiese il bis. Catherine, dicono con un sorrisetto malizioso, cantò la bellissima canzone di ribellione irlandese, Kathleen Mavourneen".
Il 5 novembre 1849 apparve ad un concerto della Dublin Philharmonic Society e successivamente al Theatre Royal a Dublino, in Lucia, e il personaggio di Edgardo fu cantato così male che ne seguì un putiferio, e Sims Reeves, uno del pubblico, prese il suo posto sul palco.
Sotto la direzione di Lumley, la Hayes interpretò Lucia all'His Majesty's Theatre di Londra, il 2 aprile 1850, ma a causa di problemi di salute e altre cause fu raramente vista durante il resto della stagione.
Al carnevale di Roma nel 1851 fu ingaggiata al Teatro d'Apollone e si esibì in Maria di Rohan per dodici notti ricevendo il diploma dell'Accademia di Santa Cecilia. Da Roma tornò a Londra, dove durante la stagione del 1851 fu la protagonista della sala da concerto e delle esibizioni della Sacred Harmonic Society, cantando negli oratori di Händel, Haydn e Mendelssohn.

### America
Lasciando l'Inghilterra nel settembre del 1851, e cantando per la prima volta a New York il 23 di quel mese lei, su consiglio di William Avery Bushnell del Connecticut, un agente di propaganda ed ex manager dell'"Usignolo svedese", Jenny Lind, pagò 3.000 sterline e diede a Bushnell la gestione del suo tour. La Hayes si esibì anche a Boston, a Toronto, a Philadelphia, a Washington DC, a Charleston, a Savannah, a New Orleans e in altre quarantacinque località comprese le città fluviali lungo il Mississippi. "Lungo la sua strada incontrò presidenti, uomini di stato e uomini d'affari".
Phineas Taylor Barnum sponsorizzò il tour della Hayes in California, dove fu citata come "Il cigno irlandese" e "La Prima Donna irlandese". Cantò "a San Francisco dal novembre 1852 al maggio 1853 e i suoi onorari erano in media di 650 sterline al mese, i minatori d'oro "semi-civilizzati" offrivano fino a 1150 sterline per sentirla cantare".
Il quotidiano Far West News scrisse del suo debutto all'American Theatre di San Francisco nel 1852 che "lunghi e forti furono gli urrà e gli applausi, che salutarono la sua entrée... Ringraziò ripetutamente il tributo entusiastico del pubblico e ancora e ancora il pubblico esultava ed applaudiva... Era in piedi, in mezzo alle luci della ribalta tra la tempesta di applausi, perché i nostri cittadini vedevano per la prima volta Miss Catherine Hayes... La signorina Hayes ha circa trent'anni. È graziosa, come una regina, di media statura, con un bel viso ovale. I suoi lineamenti sono regolari, i capelli castano chiaro, gli occhi azzurri e il viso che ha un'espressione intellettuale senza molta animazione. Si veste con gusto e le sue maniere sono assolutamente semplici e controllate, i suoi gesti appropriati e aggraziati".
Durante la primavera del 1853 la Hayes fece un giro nella California Gold Country. "Era una visitatrice di molti campi di estrazione mineraria e provava anche la sua mano nel setacciare l'oro". Il giornale Nevada Journal della Contea di Nevada, in California, scrisse della sua esibizione all'Alta Theatre della Grass Valley, in California, il 18 aprile 1853 "che la voce della Hayes si diffondeva in note della dolcezza ed armonia più ammalianti. L'eccitazione del pubblico cresceva fino ad estremi furiosi, senza dubbio come un'orgogliosa ratifica perché avevano ascoltato per una volta nella loro vita la voce che aveva risvegliato l'ammirazione del mondo occidentale". Kate Hayes Street a Grass Valley è chiamata così dal suo nome.
La Hayes lasciò la California per il Sud America e dopo aver visitato le principali città (tra cui Lima, Valparaíso e Santiago) si imbarcò per l'Australia.

### Oceania e Asia
Diede concerti nelle Isole Sandwich (le odierne Hawaii) e arrivò a Sydney nel gennaio del 1854. Il suo arrivo a Sydney provocò "un'eccitazione senza precedenti negli annali teatrali di questa colonia". La sua esibizione al Victoria Theatre del 3 ottobre 1854 fu accolta con entusiasmo; oltre alla sua performance operistica, il pubblico di Sydney apprezzò molto le sue esibizioni di ballate come Home! Sweet Home! e Oh, Steer My Bark a Erin's Isle. In una affollata festa di addio del 18 ottobre 1854 per la Hayes al Circular Quay di Sydney, il giudice Sir Roger Therry dichiarò che la Hayes sarebbe stato richiamato dai supporter di Sydney con "ammirazione, rispetto e stima". La Hayes donò il ricavato del suo ultimo concerto a Sydney al manicomio per bambini bisognosi.
Il quotidiano The Age definì il suo primo concerto al Queen's Theatre di Melbourne, "un grande evento nella nostra storia locale". Dopo un tour tra Geelong e Adelaide, partì per Calcutta, dove sbarcò nel gennaio 1855 e si esibì per i militari coloniali britannici. A causa della disagiata situazione economica a Calcutta, partì per Batavia (l'odierna Giacarta) e Singapore prima di tornare in Australia, dove si esibì di nuovo a Sydney e Melbourne.

### Ultimi anni

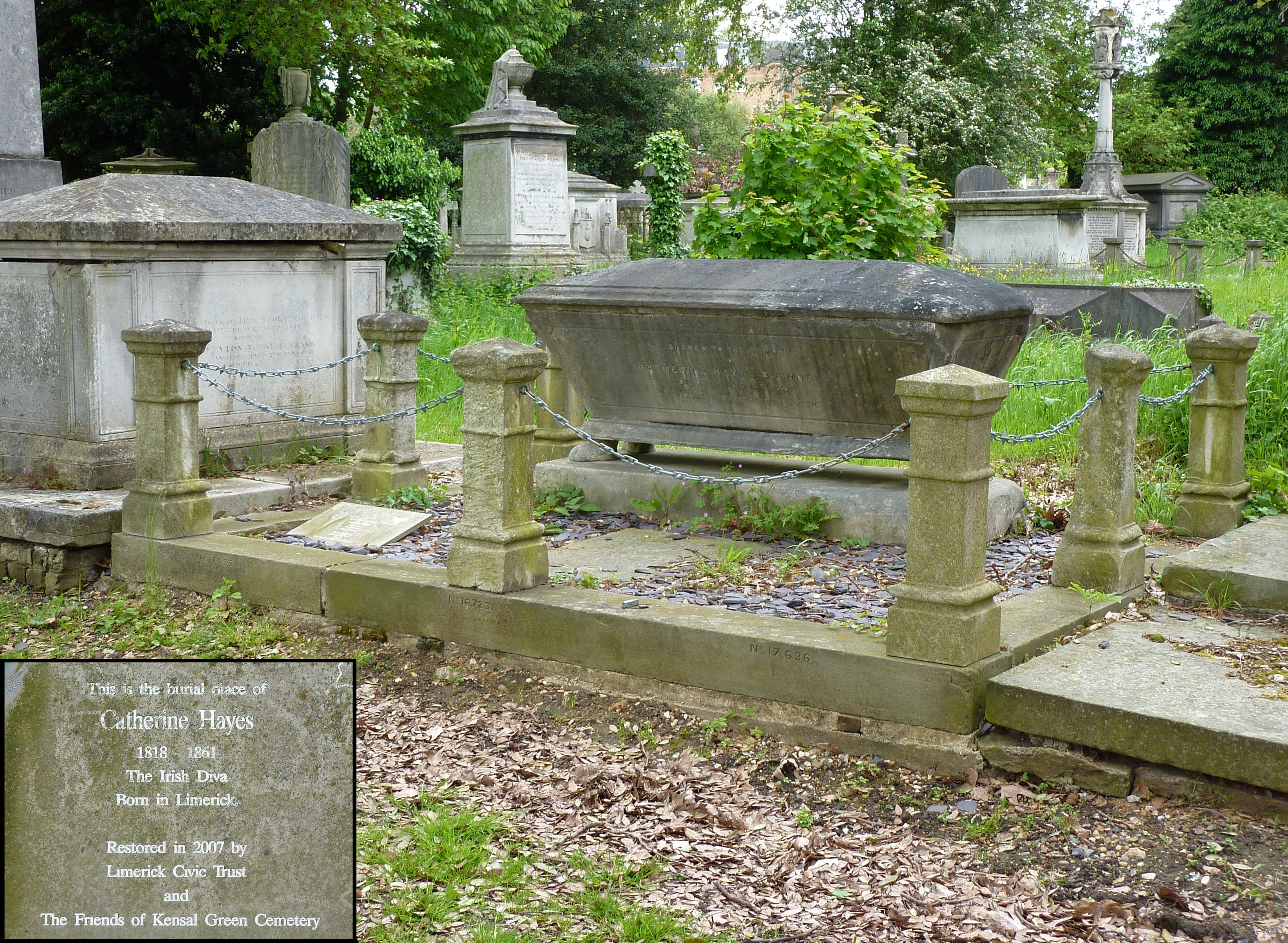
La tomba di Catherine Hayes al Kensal Green Cemetery, Londra, dipinto del 2014

Tornò in Inghilterra nell'agosto del 1856, dopo un'assenza di cinque anni. Quell'anno perse 27.000 sterline dal fallimento di Saunders & Brennon di San Francisco.
L'8 ottobre 1857, a St. George's, in Hanover Square, sposò William Avery Bushnell. Egli presto cadde in cattive condizioni di salute e morì a Biarritz, Francia, il 2 luglio 1858, all'età di 35 anni. Apparve ai concerti passeggiata di Jullien all'His Majesty's Theatre nel 1857, cantando ballate, la branca dell'arte in cui era maggiormente esperta e fu molto applaudita. Dopo la morte di suo marito prese parte a concerti a Londra e in altre città del paese.
Morì nella casa di un amico, Henry Lee, a Roccles, nell'Alto Sydenham, nel Kent, l'11 agosto 1861 e fu sepolta nel Cimitero di Kensal Green il 17 agosto. Il 26 agosto il suo testamento fu omologato, i suoi beni mobili furono valutati sotto le 16.000 sterline.

### Esplicative
1. ↑  George Clement Boase, scrivendo nel 1891, dà come data di nascita della Hayes il 29 ottobre 1825; tuttavia, il "Dictionary of National Biography" del 1885-1900 è noto per le inesattezze. Shoesmith, scrivendo nel 1972, nota nell'Australian Dictionary of Biography che la Hayes fu battezzata l'8 novembre 1818; ciò conferma che la Hayes era viva 7 anni prima del 1825 e suggerisce fortemente che fosse nata nel 1818.
2. ↑  Citata in Noy.[2]
3. ↑  Figlio del tenore Domenico Ronconi
4. ↑  Da non confondere con le molte altre sale chiamate Royal Victoria Theatre, la Royal Victoria di Sydney fu fondata nel 1838 e andata in cenere nel 1880.
5. ↑  Inaugurato nel 1845, il Queen's Theatre, a Melbourne, fu demolito nel 1922.

### Bibliografiche
1. 1 2 3 4 5 6 7 8 9 10 11 12 13 14   Dennis Shoesmith, Hayes, Catherine (?–1861), collana Australian Dictionary of Biography, Canberra, Australian National University, 1972. URL consultato il 18 aprile 2014.
2. 1 2 3 4 5 6 7 8 9 10 11 12 13 14 15 16 17 18   Gary Noy, The Swan of Erin: The Enduring Legacy of Kate Hayes, in Snowy Range Reflections: A Journal of Sierra Nevada History and Biography, vol. 1, n. 3, Sierra College Press, Fall 2008. URL consultato il 18 aprile 2014 (archiviato dall'url originale il 31 maggio 2019).
3. 1 2 3 4 5 6 7   Basil Walsh, Catherine Hayes: The Hibernian Prima Donna 1818 - 1861, Dublin, Irish Academic Press, 2000,  p. 2, ISBN 0-7165-2666-2.
4. 1 2 3 4 5 6 7 8 9 10 11 12 13 14 15 16 17 18 19 20 21 22 23 24 25 26 27 28 29 30 31 32 33   George Clement Boase, Hayes, Catherine, vol. 25,  pp. 288-89.
5. ↑   Basil Walsh, Catherine Hayes : 1818-1861 : the Hibernian prima donna, Irish Acad. Press, 2000, ISBN 0-7165-2662-X, OCLC 237387744.
6. ↑   Kathleen Mavourneen, a love song written in 1837, su youtube.com. URL consultato l'11 luglio 2019.